# Springfield Township (Montgomery County, Pennsylvania)
Die Springfield Township liegt im Montgomery County im Bundesstaat Pennsylvania in den Vereinigten Staaten von Amerika. Zur Township gehören die Gemeinden Erdenheim, Oreland, Flourtown und Wyndmoor. Insgesamt wohnen 19.533 Einwohner in der Township nach der Volkszählung des Jahres 2000. Die Gesamtfläche der Gemeinde beträgt nach offiziellen Angaben 17,6 km², davon sind 0,15 % Wasserfläche, der Rest Landfläche.

## Geschichte
Die Township Springfield war William Penns Geschenk an seine erste Frau, Gulielma Maria Springett Penn. „Gulielma Maria Penns Mannor von Springfield“ wurde 1681 zuerst auf einer Landkarte erwähnt und dieses Datum wird auch im Township-Siegel genannt. Ein erster schriftlicher Hinweis auf die Township von „Springfield“ ist im Jahr 1718 zu finden.
Während des 18. Jahrhunderts war Landwirtschaft die Haupteinnahmequelle in der Gemeinde, unmittelbar gefolgt von der Kalkbrennerei und dem Betrieb von Getreidemühlen. Der Wissahickon Creek und drei seiner Nebenflüsse ermöglichten den Betrieb von mindestens drei wasserbetriebenen Mühlen. Auf diese Mühlen ist wohl auch der Name des späteren Ortsteiles Flourtown (auf Deutsch „Mehlstadt“) zurückzuführen.

## Sehenswürdigkeiten
- Black Horse Inn, historisches Etablissement